# Harold Jeffreys
Harold Jeffreys (Fatfield, 22 d'abril de 1891 - Cambridge, 18 de març de 1989) va ser un matemàtic, estadístic i astrònom britànic.

## Vida i obra
Jeffreys va néixer en una vila minera del comtat de Durham, on els seus pares eren mestres d'escola. Va ser escolaritzat a la seva vila natal i a Newcastle upon Tyne fins que el 1907 va ingressar al Armstrong College (avui universitat de Newcastle) en el qual es va graduar el 1910. Aquest mateix any va ser admès al St John's College de Cambridge que es va convertir en la seva seu acadèmica permanent; els seus 75 anys continuats com fellow del St John's és un récord per a qualsevol dels colleges de la universitat de Cambridge. A més, de 1915 a 1917 va treballar pel Laboratori Cavendish i entre 1917 i 1922 va ser assessor professional del Servei Meteorològic Britànic.
El 1940 es va casar amb Bertha Swirles, física i professora del Girton College, amb qui va escriure conjuntament el llibre Methods of Mathematical Physics (1946), que s'ha reeditat diverses vegades fins al segle XXI.
Jeffreys va publicar una desena de llibres, alguns d'ells força influents, a més d'un bon nombre d'articles científics. Els seus principals camps de recerca van ser l'estructura de La Terra, la formació dels planetes i el moviment i estructura del sistema solar. Tot i així, i malgrat ser el principal geofísic de la seva època, es va oposar aferrissadament a la teoria de la deriva dels continents, avui generalment acceptada.
També son importants els seus treballs sobre probabilitat i inferència científica, així com diversos treballs en dinàmica de fluids i sismologia.

### Llibres més reeditats
A més del ja citat, els seus llibres que han estat més amplament reeditats són:
- 1924: The Earth: Its Origin, History and Physical Constitution
- 1931: Scientific Inference
- 1931: Cartesian Tensors
- 1948: Theory of Probability

Entre 1971 i 1977 es van publicar en sis volums els seus Collected Papers, editats per la seva esposa i ell mateix.